# George Tănase
George Tănase (n. 25 aprilie 1993, Comuna Turcoaia, Tulcea), este un actor de comedie, stand-up-er si realizator tv. În 2012 a absolvit Liceul Teoretic "Grigore Moisil" din Tulcea, iar în 2014 a absolvit școala de televiziune Intact Media Academy din București.
A debutat în televiziune în anul 2014 cu emisiunea "Tânăr și Nedumerit", difuzată pe ZU TV. Tot în 2014 a jucat în sketch-uri în cadrul emisiunii Observator Special de pe postul Antena 1.
Între anii 2015-2016 a jucat pe scena Teatrului Național „Ion Luca Caragiale” din București și în cadrul Universității Hyperion alături de trupa de teatru Arthesium.
În anul 2016 a participat la emisiunea iUmor de pe Antena 1 și a ajuns în finală, urmând apoi să revină ca invitat special în 2018 cu un număr de stand-up în cadrul aceluiași show. Tot în același an a intrat în echipa emisiunii "În puii mei" ca actor, unde joacă alături de realizatorul Mihai Bendeac.
În urma filmulețelor sale de pe Youtube în care imită mai multe personaje din lumea showbiz-ului, cum ar fi Jador, Culiță , Zani, etc.                                   
La Măruță de pe Pro tv, Sinteza zilei de pe Antena 3, Agenția VIP, Răi da' buni.
În prezent face show-uri de stand-up și filmează sketchuri pe canalul lui de YouTube, alături de actori ca Matei Dima sau Radu Pietreanu.